# Álvaro Arbina
Álvaro Arbina Díaz de Torra (Vitòria, País Basc, 4 d'agost de 1990) és un arquitecte i escriptor basc.

## Biografia
Nascut i criat a Vitòria, va estudiar en l'Institut Mendebaldea. Sent adolescent li apassionava la lectura i va començar a escriure contes; en aquella època va crear la llavor de la història i alguns dels personatges del seu primer treball, La mujer del reloj (Edicions B, 2016). Va reprendre l'escriptura de la novel·la més endavant, mentre estudiava arquitectura en la Universitat del País Basc de Sant Sebastià, dedicant dos anys a la mateixa i compaginant-ho amb els treballs de final de la carrera. Aquest thriller històric pren Vitòria com a punt de partida i temporalment se situa en la Guerra de la Independència Espanyola contra Napoleó. Els dibuixos del llibre han estat realitzats per l'autor. Quan va publicar la seva primera novel·la treballava d'arquitecte però ho va deixar per dedicar-se a temps complet a escriure la segona. El 2018 va publicar La sinfonía del tiempo (Edicions B, 2018) ambientada principalment al segle xix, mostrant diverses guerres d'aquell segle i desenvolupant-se en diversos llocs com Espanya, Europa i Àfrica i Cuba.

## Obra
- La mujer del reloj (Ediciones B, 2016)
- La sinfonía del tiempo (Ediciones B, 2018)